# Limnephilus tiunovae
Limnephilus tiunovae är en nattsländeart som beskrevs av Arefina, Levanidova in Arefina, Ivanov och Levanidova 1996. Limnephilus tiunovae ingår i släktet Limnephilus och familjen husmasknattsländor. Inga underarter finns listade i Catalogue of Life.